# قلعه ایباراکی
قلعه ایباراکی (به ژاپنی: 茨木城) یک قلعه ژاپنی بود که در ایباراکی، اوساکا در استان اوساکا در ژاپن واقع شده بود. در حال حاضر محل این قلعه به منطقه مسکونی تبدیل شده است.